# کریستف ویلیچکی

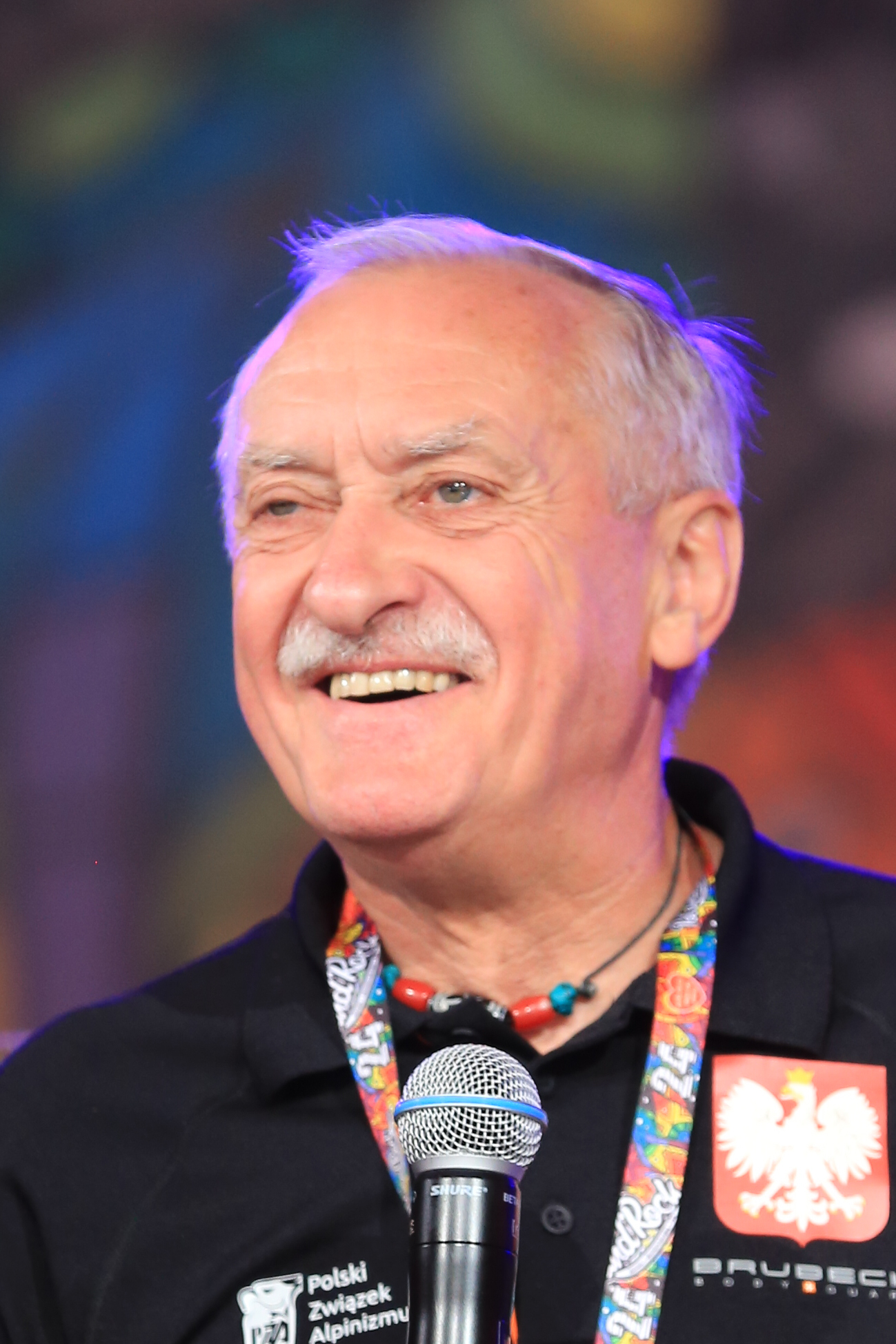
کریستف ویلیچکی

کشیشتف یژی ویِلیتسکی (لهستانی: Krzysztof Jerzy Wielicki؛ ‏ تلفظ لهستانی: [ˈkʂɨʂtɔf ˈjɛʐɨ vʲɛˈlʲit͡ski]) که نامش در ایران به اشتباه به‌صورت کریستف ویلیچکی نوشته شده، کوهنورد لهستانی و نخستین کوهنوردی است که موفق به صعود زمستانی کوه‌های اورست، کانگچنجونگا و لهوتسه شده است. همچنین وی پنجمین کوهنورد دنیاست که موفق به فتح همه ۱۴ قله هشت هزار متری شده است. وی یکی از اعضای باشگاه کاوشگران نیز می‌باشد.